# ONE OR EIGHT
ONE OR EIGHT（ワンオアエイト）は、全員日本人からなるボーイズグループ。

## 概要
SOUMA、REIA、MIZUKI、TSUBASA、YUGA、TAKERU、RYOTA、NEOの全員日本人からなる8人組からなる8人組ボーイズグループ。エイベックス所属。
アーティスト名の「ONE OR EIGHT」は、慣用句の「一か八か」に由来しており、「BET ON YOURSELF（自分自身に賭けろ）」をタグラインに掲げ、仲間と夢に向かって”一か八か”の勝負を東京から世界に仕掛けていく、という意味が込められている。
avexが「日本発のグローバルIPの創出」を掲げ、2022年4月に特待練習生である「WARPs ROOTS」が参加する「WARPs DIG」というサバイバルプログラムを開催。このプログラムは、トップダウンの決められた筋書きに従うのではなく、参加者自らがチームを編成や審査まで行うもので、365日におよぶこのサバイバルプログラムを経て選ばれた7名に、NEOが追加加入し、結成された。
その後1年間に渡る日本・韓国でのトレーニング期間を経て、2024年8月16日に、シングル曲「Don’t Tell Nobody」でグローバルデビュー。

## 来歴
2024年
6月20日、オリジナル楽曲「KAWASAKI」のパフォーマンスビデオをデビューに先立ち、YouTubeで突如公開し、一夜にして300万回再生を記録。ジャージークラブサウンドの先駆者であるDJ Smallz 732に加え、グラミー賞ノミネート経験を持つGENT!、Bangs、新進気鋭の作家Xansei、Lucien Parkerらが制作に参加。コレオグラフィーの欄にはTaryn ChengとYUMEKIがクレジットされている。
7月17日、8月16日にデビューすることを発表。発表と同時に、グループの目指すべき未来、世界観が表現されたブランドフィルム「ONE OR EIGHT / Brand Film："All or Nothing"」を公開。
8月16日、1stシングル「Don’t Tell Nobody」をリリースしデビュー。

## メンバー
| 画像 | 名前    | 誕生日   | ポジション | 出身地   | MBTI | メンバー絵文字 | 備考                                                                          |
| ---- | ------- | -------- | ---------- | -------- | ---- | -------------- | ----------------------------------------------------------------------------- |
|      | SOUMA   | 11月10日 | ラッパー   | 東京都   | ESFP | 🦄🎪           | avex練習生の中でもTOPの秘蔵っ子として育成される。                             |
|      | REIA    | 1月10日  | ボーカル   | 愛知県   | ENFP | 🐰👑           | 韓国の事務所で練習生の経歴があり、韓国語が喋れる。                            |
|      | MIZUKI  | 8月11日  | ラッパー   | 神奈川県 | ENFP | 💧✨           | EXILE、三代目J SOUL BROTHERSのバックダンサー経歴                              |
|      | TSUBASA | 9月22日  | ボーカル   | 東京都   | ESTP | 🕊️💎           | avex練習生                                                                    |
|      | YUGA    | 4月11日  | ボーカル   | 京都府   | ESTJ | 🦖💛           | avex練習生                                                                    |
|      | TAKERU  | 12月20日 | ボーカル   | 埼玉県   | INFJ | 🐣♠️           | SHINeeキッズ、三浦大知のバックダンサー経歴                                    |
|      | RYOTA   | 12月18日 | ラッパー   | 埼玉県   | ENTJ | 🐩🃏           | 浜崎あゆみのバックダンサー経歴                                                |
|      | NEO     | 6月30日  | ラッパー   | 東京都   | INTJ | 👾🎧           | 「PRODUCE 101 JAPAN SEASON2」出演。日本語、英語、フランス語を話すトリリンガル |

## 作品

### シングル
- Don't Tell Nobody（2024年）
- DSTM（2025年）